# Gleb Vseslávich
Gleb Vseslavich (en bielorruso: Глеб Усяславіч, en ruso: Глеб Всеславич, ¿?-13 de septiembre de 1119) fue el príncipe de Minsk entre 1101 y 1119. Durante su reinado Minsk estuvo en guerra con Kiev y Pólotsk. Empezó la rama de Minsk de Príncipes de Pólotsk como hijo de Vseslav el Vidente.
En 1104 su ciudad, Minsk, estaba sitiada por el voivoda Putiata, Oleg Sviatoslávich, y Yaropolk Vladímirovich, hijo de Vladímir II Monómaco. En 1106 participó en el asalto a la tribu báltica semigalianos.
En 1116 empezó la guerra con Monómaco y quemó Slutsk. En respuesta Monómaco, con sus hijos, David Sviatoslávich, y los hijos de Oleg Sviatoslávich, asaltaron Minsk. Los Monomácovichi tomaron Orsha, Drutsk, y Minsk. Gleb inició negociaciones con Vladímir quien en espíritu de festividades de Pascua accedió a acordar la paz. Ignorando totalmente las condiciones firmadas en el tratado de paz, Gleb reanudó las hostilidades en 1119. El mismo año Mstislav Vladímirovich, hijo de Monómaco, tomó a Gleb como prisionero y lo llevó a Kiev, donde murió poco después.

## Familia
- Esposa: Desde 1090 Anastasía (m. 1159), hija de Yaropolk Iziaslávich
- Hijos:

1. Rostislav (m. 1165), príncipe de Minsk 1146-1165 y príncipe de Pólotsk 1151-1159
2. Volodar (m. 1167+), príncipe de Grodno 1146-1167, príncipe de Minsk 1151-1159, 1165-1167, y príncipe de Pólotsk 1167
3. Vsévolod (m. 1159/1162), príncipe de Iziaslav 1151–1159, príncipe de Strezhev 1159–1162
4. Iziaslav (m. 1134)